# Kakinomoto no Hitomaro

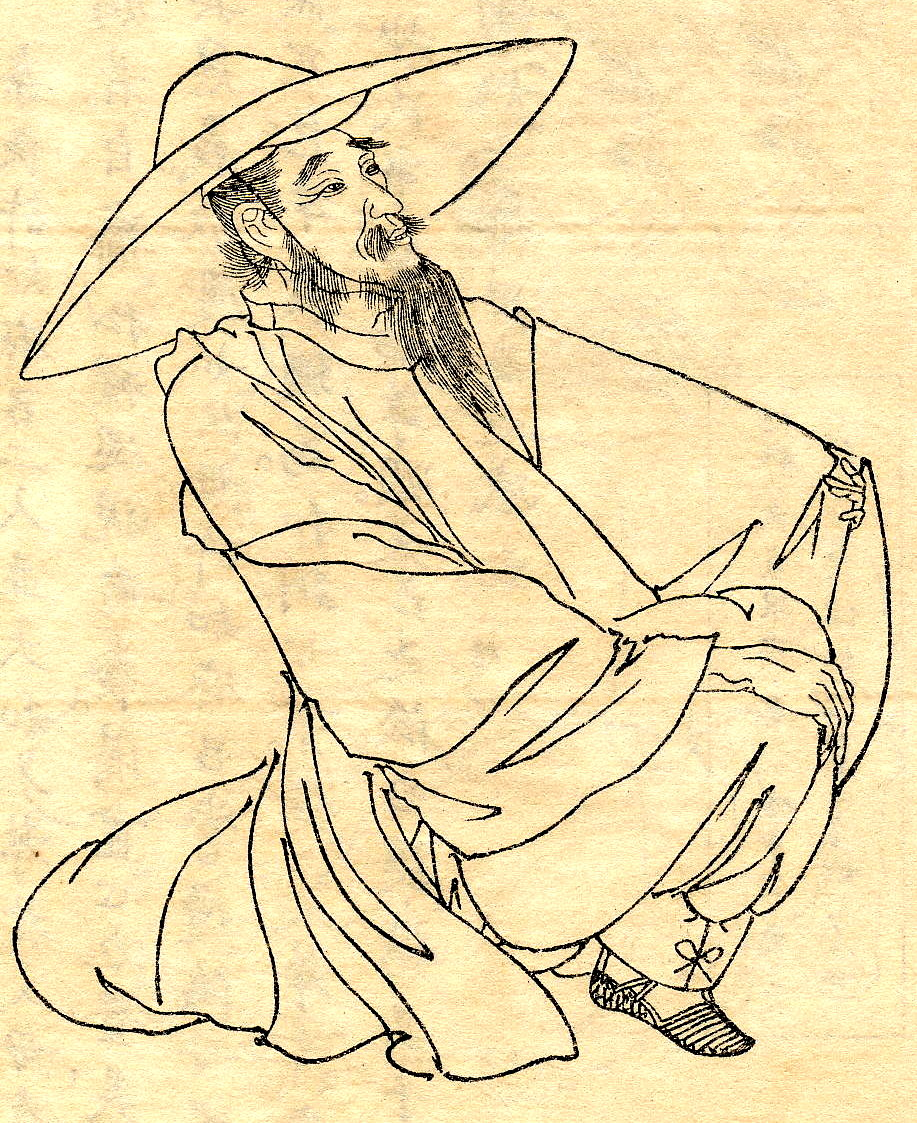
Hitomaro per Kikuchi Yosai

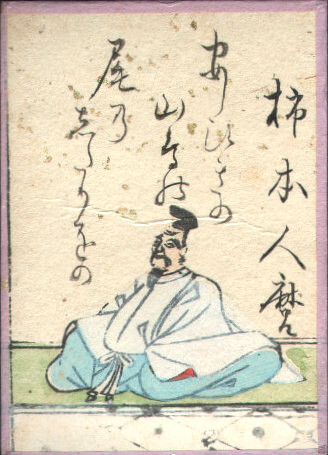
Kakinomoto no Hitomaro, de l'Ogura Hyakunin Isshu

En aquest nom japonès, el cognom és Kakinomoto.
Kakinomoto no Hitomaro (柿本 人麻呂, 662 - 710) fou un poeta japonés del període Nara, un dels trenta-sis poetes immortals. N'era un dels més importants del Man'yōshū, sobretot dels volums 1 i 2.

## Obra i fama
Els poemes més famosos d'Hitomaro inclouen "En el mar d'Iwami embolcallat d'heura"[1], "La badia de Tsunu"[2], i "La vaig estimar com les fulles". Té 19 chôca (o nagauta, poemes llargs) en el Man'iōshū i prop de 75 tankes (o mijikauta, poemes curts). Alguns poemes, els escrigué per a esdeveniments públics, com per exemple "Plany pel príncep Takechi". Altres en corresponen a moments de la seua vida summament dramàtics com la mort de la seua esposa.
En el prefaci del Kokin Wakashū, Ki no Tsurayuki l'anomena Uta no Hijiri, un poeta diví comparable al poeta de l'era Yamato Yamabe no Akahito. Ikeda Munemasa escrigué "Retrat d'Hitomaro i del seu waka". Els poetes waka moderns com Masaoka Shiki i Saito Mokichi el consideren un dels més grans poetes de la literatura japonesa.
A Akashi, en la prefectura de Hyogo, hi ha el jinja de Kakinomoto, una capella en honor de Hitomaro on cada any es fa un utakai' (festa waka) en honor seu.
Durant el període Heian, alguns poemes waka anònims del Man'iōshūvan s'atribueixen a Hitomaro. També hi ha poemes atribuïts a Hitomaro en la compilació de Fujiwara no Teika del Hyakunin Isshu.

## Biografia
Malgrat la seua importància com a poeta, els detalls sobre la seua vida són incerts. El seu nom no apareix en el Nihon Shoki ni en el Shoku Nihongi (Història del Japó II); totes les seues dades biogràfiques procedeixen del Man'iōshū. El seu primer waka se situa al 680 sota el regnat de l'emperador Tenji. Serví a l'emperadriu Jito i el seu successor, l'emperador Mommu. Quan tenia uns 50 anys, l'assignaren a una oficina a la província d'Iwami, hui part de la prefectura de Shimane, on va morir. Al 700 feu un waka després de la mort de la princesa Asuka, i és aquest el darrer poema amb data coneguda, per això se suposa que moriria un any després.